# Бёрдсай, Кларенс
Кларенс Франк Бёрдсай II (англ. Clarence Frank Birdseye II; 9 декабря 1886 — 7 октября 1956) — американский изобретатель, предприниматель и естествоиспытатель, считается автором идеи заморозки в современной пищевой промышленности.

## Биография
Родился в Бруклине 9 декабря 1886 года и был шестым из девяти детей Кларенса Фрэнка Берсдая I и Ады Джейн Андервуд. Учился в Амхерстском колледже в штате Массачусетс, который не закончил из-за финансовых трудностей.
Бёрдсай начал свою карьеру в качестве таксидермиста.
С 1912 по 1915 год он находился Ньюфаундленде, где стал интересоваться сохранением пищи путём замораживания, особенно быстрой заморозкой. Он обнаружил, что рыба, которую он поймал, замерзла почти мгновенно, и, когда оттаяла, была на вкус свежей. Он понял, что замороженные морепродукты, продававшиеся в Нью-Йорке, были более низкого качества заморозки, чем эта рыба.
В 1922 году Бёрдсай провёл ряд экспериментов по быстрой заморозке до −43 градусов, а затем основал свою собственную компанию Birdseye Seafoods Inc. В 1924 году его компания обанкротилась из-за отсутствия интереса потребителей. В том же году он разработал совершенно новый процесс быстрого замораживания и создал новую компанию: General Corporation Seafood.
Бёрдсай умер 7 октября 1956 года от сердечного приступа. Ему было 69 лет.